# Гёрлинген
Гёрлинген (фр. Goerlingen) — коммуна на северо-востоке Франции в регионе Гранд-Эст (бывший Эльзас — Шампань — Арденны — Лотарингия), департамент Нижний Рейн, округ Саверн, кантон Ингвиллер. До марта 2015 года коммуна административно входила в состав упразднённого кантона Дрюлинген (округ Саверн).
Площадь коммуны — 3,77 км², население — 239 человек (2006) с тенденцией к росту: 247 человек (2013), плотность населения — 65,5 чел/км².

## Население
Население коммуны в 2011 году составляло 252 человека, в 2012 году — 250 человек, а в 2013-м — 247 человек.
| 1962 | 1968 | 1975 | 1982 | 1990 | 1999 | 2006 | 2008 | 2011 | 2012 | 2013 |
| ---- | ---- | ---- | ---- | ---- | ---- | ---- | ---- | ---- | ---- | ---- |
| 168  | 162  | 152  | 145  | 154  | 206  | 239  | 249  | 252  | 250  | 247  |

Динамика населения:

## Экономика
В 2010 году из 151 человек трудоспособного возраста (от 15 до 64 лет) 113 были экономически активными, 38 — неактивными (показатель активности 74,8 %, в 1999 году — 70,2 %). Из 113 активных трудоспособных жителей работали 106 человек (62 мужчины и 44 женщины), 7 числились безработными (трое мужчин и 4 женщины). Среди 38 трудоспособных неактивных граждан 8 были учениками либо студентами, 17 — пенсионерами, а ещё 13 — были неактивны в силу других причин.